# Spilosoma jordansi
Spilosoma jordansi är en fjärilsart som beskrevs av Daniel 1943. Spilosoma jordansi ingår i släktet Spilosoma och familjen björnspinnare. Inga underarter finns listade i Catalogue of Life.